# فيكتور سوتومايور
فيكتور سوتومايور (بالإسبانية: Víctor Hugo Sotomayor)‏ (21 يناير 1968 بقرطبة في الأرجنتين - ) هو لاعب كرة قدم أرجنتيني في مركز الدفاع. شارك مع منتخب الأرجنتين لكرة القدم. أما مع النوادي، فقد لعب مع فيليز سارسفيلد ونادي زيورخ وهيلاس فيرونا وتاليريس كوردوبا وRacing de Córdoba ‏.

## مسيرته الكروية
لعب فيكتور سوتومايور خلال مسيرته الاحترافية مع 5 أندية في سبعة عشر موسمًا وسجل خلالها 4 أهداف ضمن 311 مباراة. ولم يفز بأي موسم بالكأس وفاز في ثلاثة مواسم بالدوري.
خاض فيكتور سوتومايور مسيرته مع Racing de Córdoba ‏ في موسم 1985 ليلعب معه أربعة مواسم، مشاركًا في 54 مباراة ولم يسجل أي هدف. ثم انتقل إلى نادي هيلاس فيرونا في موسم 1989–90 ولمدة موسمين، حيث شارك في 47 مباراة سجل خلالها هدفين. لينتقل بعدها إلى نادي زيورخ في موسم 1991–92 لمدة موسم واحد، مشاركًا في 10 مباريات سجل خلالها هدفين أيضًا. ثم انتقل إلى نادي فيليز سارسفيلد في موسم 1992–93 ليلعب معه سبعة مواسم، مشاركًا في 130 مباراة ولم يسجل أي هدف. هذا وانتقل لاحقًا إلى نادي تاليريس كوردوبا في موسم 1999–00 واستمر معه طيلة ثلاثة مواسم، مشاركًا في 70 مباراة ولم يسجل أي هدف أيضًا.

## وصلات خارجية
- فيكتور سوتومايور على موقع الاتحاد الأوربي (الإنجليزية)
- فيكتور سوتومايور على موقع قاعدة بيانات كرة القدم.إي يو (الإنجليزية)
- فيكتور سوتومايور على موقع ناشيونال فوتبول تيمز (الإنجليزية)